# 黎嘉宗
黎嘉宗（越南语：／；1661年—1675年4月27日），名黎維禬（越南语：／），又名黎維𬓆，是越南後黎朝第十九代君主，1671年—1675年在位。他是黎神宗黎維祺之第三子，即位後改元陽德，兩年後又改元德元。

## 生平
陽德元年（1672年），黎嘉宗命權臣鄭根率軍討伐廣南及順化，並攻廣南阮氏。
陽德三年（1674年），改元德元，並封鄭根為元帥及典國政定南王。
德元二年四月初三日（1675年4月27日），黎嘉宗去世，壽十五歲，廟號嘉宗，諡號寬明敏達英果徽柔克仁篤義美皇帝，葬於福安陵。

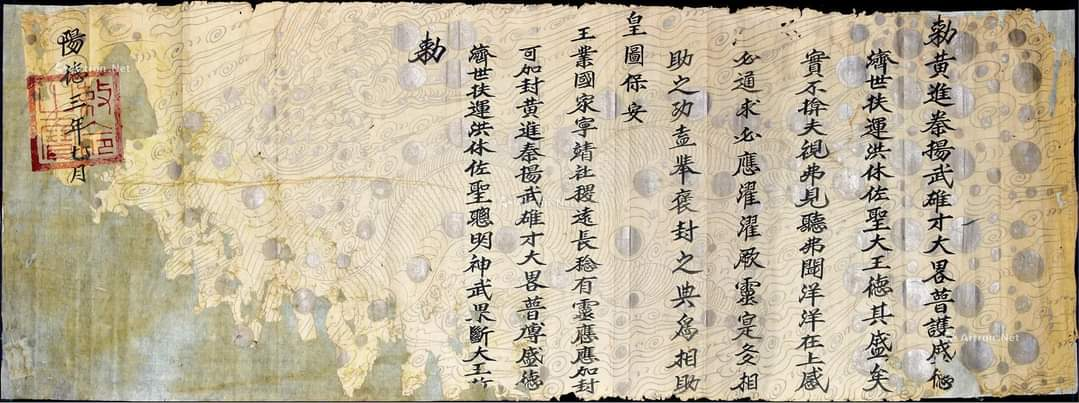
黎嘉宗時期的聖旨

## 評價
《大越史記全書》:「帝體貌英偉，天性寬和，有人君之德，惜夫享國不久，未見其有爲也。」

## 家庭

### 兄弟
- 黎真宗 黎維祐
- 黎玄宗 黎維䄔
- 黎熙宗 黎維祫（鄭氏玉搢所出）